# Young Money Entertainment
Young Money Entertainment är ett amerikanskt skivbolag, grundat av rapparen Lil Wayne. 

## Släppta album
Lil Wayne
- 2008: Tha Carter III
- 2010: Rebirth
- 2010: Im Not A Human Begin
- 2011: Carter IV

Tyga
- 2008: No Introduction
- 2012: Careless World: Rise of the Last Kings

Drake
- 2007: From the Ground Up
- 2008: On the Inside Looking Out
- 2010: Thank Me Later
- 2011: "Take Care"

Nicki Minaj
- 2010: Pink Friday
- 2012: Pink Friday: Roman Reloaded
- 2014* The Pink Print
- 2018: Queen

## Släppta mixtapes
- 2006: Young Money Ent. - "Young Money The Mixtape Vol. 1"
- 2006: Young Money Ent. - "Lilweezyana"
- 2007: Mack Maine - "Freestyle 101"
- 2007: Nicki Minaj - "Playtime is Over"
- 2008: Mack Maine - "Bitch I'm Mack Maine"
- 2008: Nicki Minaj - "Sucka Free"
- 2009: Mack Maine - "This Is Just A Mixtape
- 2009: Young Money Ent. - "We Are Young Money"